# Mastitis (animales domésticos)

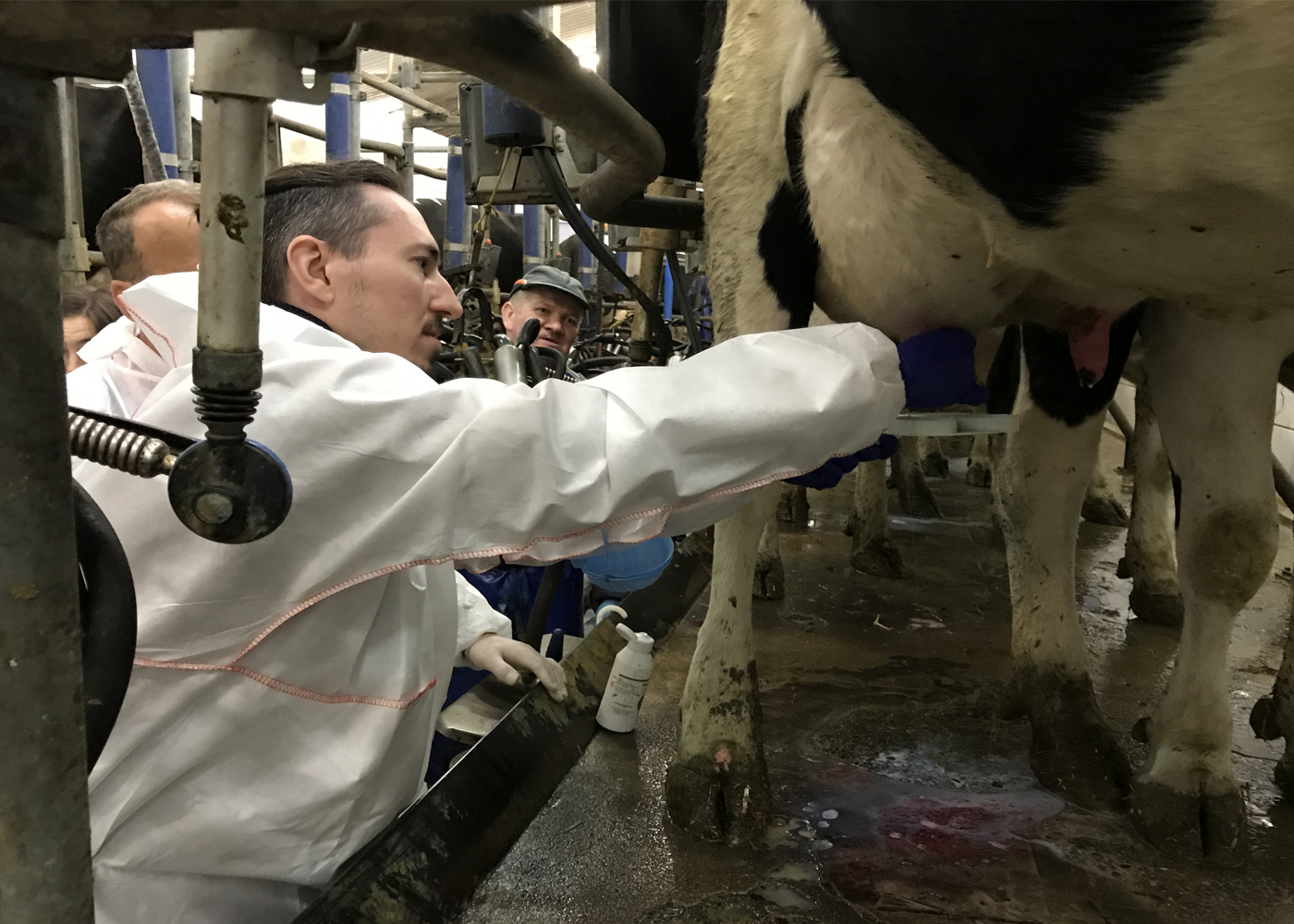
Pruebas de mamitis en una vaca.

La mastitis es una patología que se genera en animales domésticos de modo similar a como ocurre en las personas. Provoca inflamación de las glándulas mamarias de primates y de la ubre en otros mamíferos.
En algunas especies, como la Bos primigenius taurus (vacas), es una enfermedad grave. Causa gran impacto económico negativo en la industria láctea. También es un asunto de salud pública. Las mismas consideraciones son aplicables a la mastitis en ovejas, cabras y otras hembras productoras de leche. 
Así mismo implica un impacto económico negativo en la especie Sus scrofa domestica (cerdos), pero en estos mamíferos no conlleva problema de salud pública alguno.
En otras hembras domésticas (perros, gatos, caballos, etcétera) es sólo un padecimiento individual tratado por los veterinarios.

## Impacto económico
El impacto económico incluye la pérdida de la producción láctea, disminución de la calidad de la leche, aumento de los costos de producción, reducción de la capacidad reproductora, costos del tratamiento, leche desechada y la transmisión de infecciones a otros animales, incluido el hombre, ya que puede contribuir a la propagación de enfermedades como la tuberculosis, brucelosis, leptospirosis, etc.

## Tipos
La mastitis se puede clasificar en mastitis clínica y subclínica: 

### Mastitis clínica
Es la afección que produce inflamación a nivel de la glándula mamaria trayendo consigo cambios en las características organolépticas, físicas, químicas y microbiológicas de la leche.

### Mastitis subclínica
A diferencia de la mastitis clínica, esta no presenta signos clínicos, únicamente hay un aumento en las células de la leche, por lo que su diagnóstico depende de pruebas indirectas basadas en el recuento de células somáticas. Estas pruebas también nos permiten conocer la calidad, higiene y composición de la leche .
La mastitis también se puede clasificar según el reservorio de la infección y el modo de transmisión en mastitis ambiental y contagiosa:
Mastitis Ambiental
El reservorio predominante es el ambiente. La transmisión se produce cuando los pezones se contaminan de patógenos ambientales, entre el ordeño o después del ordeño, debido a la estimulación de la glándula mamaria se abre el conducto del pezón quedando en exposición. Algunos factores de riesgo es la materia fecal en la sala de ordeño, pasillos, sala de espera, también la rotación amplia de potreros, hacinamiento, malas prácticas de higiene de la ubre durante el protocolo de ordeño y mal manejo de la vaca seca.
Mastitis contagiosa
En este caso el reservorio del patógeno es la glándula mamaria infectada que entra en contacto con el pezón de una glándula sin infectar durante el proceso de ordeño, las principales fuentes de transmisión son las pezoneras o cauchos de los equipos de ordeño, las manos del personal de ordeño, toallas usadas y también se puede favorecer por gradientes inadecuados de presión en la máquina de ordeño que ocasionan "gotas de leche" o acumulación de residuos orgánicos (leche, células, polvo, materia fecal), dentro del equipo ingresando microorganismos en el pezón sano que está expuesto durante el ordeño.

## Causas
En la actualidad se han reportado más de 100 microorganismos como causantes de infección intramamaria. Los principales agentes causales son especies de Staphylococcus, Streptococcus y bacterias Gram negativas (coliformes).  Es por ello que se han clasificado sobre la base de su asociación epidemiológica en patógenos contagiosos, ambientales y oportunistas .
- Patógenos contagiosos: se incluyen a Staphylococcus aureus, Streptococcus agalactiae, Corynebacterium spp., y  Mycoplasma spp; éstos se transmiten de vaca a vaca .[5]
- Patógenos ambientales: se transmiten entre las ordeñas, en este grupo se incluye a Escherichia coli, Klebsiella spp., Streptococcus dysgalactiae, Streptococcus uberis y Enterococcus spp.[5]
- Patógenos oportunistas: los Staphylococcus coagulasa negativa (SCN) se encuentran normalmente colonizando la piel sana de los pezones y en las manos de los ordeñadores y por eso se encuentran en una posición oportunista para colonizar el canal del pezón.[6]

## Detección
Existen diferentes métodos sugeridos para la detección de la mastitis subclínica entre ellos se encuentran la California mastitis test, conteo de células somática y algunos métodos bioquímicos como electroconductividad de la leche. De las cuales la Prueba de California es la más accesible para el productor y consiste en mezclar en una paleta leche con una solución al 3 % de lauril sulfato de sodio y bromocresol, esto en volúmenes iguales, esta prueba se realiza en cada uno de los cuartos de la ubre, la paleta es movida gentilmente, pudiéndose observar cambio de color o formación de un gel viscoso. El puntaje va de 0 a 3, considerándose 0 como negativo, 1 ligeramente positivo, 2 positivo y 3 fuertemente positivo.